# Salakati
Salakati là một thị trấn thống kê (census town) của quận Kokrajhar thuộc bang Assam, Ấn Độ.

## Nhân khẩu
Theo điều tra dân số năm 2001 của Ấn Độ, Salakati có dân số 6772 người. Phái nam chiếm 55% tổng số dân và phái nữ chiếm 45%. Salakati có tỷ lệ 66% biết đọc biết viết, cao hơn tỷ lệ trung bình toàn quốc là 59,5%: tỷ lệ cho phái nam là 74%, và tỷ lệ cho phái nữ là 56%. Tại Salakati, 13% dân số nhỏ hơn 6 tuổi.